# Ваня Милинкович-Савич
Ваня Милинкович-Савич (серб. Вања Милинковић-Савић / Vanja Milinković-Savić, нар. 20 лютого 1997, Оренсе) — сербський футболіст, воротар італійського клубу «Торіно».
У складі молодіжної збірної Сербії — чемпіон світу серед молодіжних команд (2015).
Молодший брат півзахисника збірної Сербії Сергія Милинковича-Савича. 

## Клубна кар'єра
Народився 20 лютого 1997 року в іспанському Оренсе, де його батько, професійний футболіст Никола Милинкович грав за місцевий однойменний клуб. Вихованець юнацьких команд австрійського ГАК (Грац) та сербської «Воєводини».
У дорослому футболі дебютував 2014 року виступами за головну команду «Воєводина», в якій юний голкіпер протягом сезону взяв участь у 17 матчах чемпіонату. Причому грав за рідну команду воротар вже на правах оренди з англійського «Манчестер Юнайтед», який підписав перспективного юнака ще у серпні 2014 року. Влітку 2015 року він мав приєднатися до «манкуніанців», утім виникли складнощі з отриманням довзолу на працевлаштування у Великій Британії, і врешті-решт клуб і гравець були змушені розірвати контракт.
З початку 2016 року продовжив кар'єру у польській «Лехії» (Гданськ). За півтора роки перебрався до Італії, де став гравцем «Торіно». У складі туринської команди був дублером Сальваторе Сірігу, граючи насамперед в кубкових матчах.
Влітку 2018 року відправився в оренду до СПАЛа, а за півроку перейшов до друголігового «Асколі», де також грав на правах оренди.
Сезон 2019/20 провів у Бельгії, де був орендований «Стандардом» (Льєж). У бельгійській команді грав виключно в матчах Ліги Європи.
Перед початком сезону 2020/21 повернувся до «Торіно» і був включений до заявки команди на сезон, в якій крім нього і Сірігу були ще два досвідчені воротарі — Антоніо Розаті та Самір Уйкані.

## Виступи за збірні
2015 року дебютував у складі юнацької збірної Сербії (U-18), загалом на юнацькому рівні за команди різних вікових категорій взяв участь у 16 іграх, пропустивши 18 голів. У складі збірної U-20 2015 року був учасником чемпіонату світу серед молодіжних збірних, на якому серби уперше в історії вибороли титул найсильнішої команди світу у віковій категорії до 20 років. Щоправда сам гравець був лише дублером Предрага Райковича і в іграх першості участі не брав.
Протягом 2016–2017 років залучався до складу молодіжної збірної Сербії. На молодіжному рівні зіграв у 9 офіційних матчах, пропустив 10 голів. Був учасником молодіжного Євро-2017.

## Статистика виступів

### Статистика клубних виступів
Станом на 28 жовтня 2020
| Сезон                       | Команда                     | Чемпіонат                   | Чемпіонат | Чемпіонат | Національний кубок | Національний кубок | Національний кубок | Континентальні кубки | Континентальні кубки | Континентальні кубки | Інші змагання | Інші змагання | Інші змагання | Усього | Усього |
| Сезон                       | Команда                     | Ліга                        | Ігор      | Голів     | Ліга               | Ігор               | Голів              | Ліга                 | Ігор                 | Голів                | Ліга          | Ігор          | Голів         | Ігор   | Голів  |
| --------------------------- | --------------------------- | --------------------------- | --------- | --------- | ------------------ | ------------------ | ------------------ | -------------------- | -------------------- | -------------------- | ------------- | ------------- | ------------- | ------ | ------ |
| 2014–15                     | «Воєводина»                 | СЛ                          | 17        | -20       | СКС                | 2                  | -2                 | ЛЄ                   | 0                    | 0                    | -             | -             | -             | 19     | -22    |
| 2015-січ. 2016              | «Манчестер Юнайтед»         | ПЛ                          | 0         | 0         | КА+КЛ              | -                  | -                  | ЛЧ+ЛЄ                | -                    | -                    | -             | -             | -             | 0      | 0      |
| січ.-черв. 2016             | «Лехія» (Гданськ)           | ЕК                          | 11        | -10       | КП                 | 0                  | 0                  | -                    | -                    | -                    | -             | -             | -             | 11     | -10    |
| 2016–17                     | «Лехія» (Гданськ)           | ЕК                          | 18        | -22       | КП                 | 0                  | 0                  | -                    | -                    | -                    | -             | -             | -             | 18     | -22    |
| Усього за «Лехію» (Гданськ) | Усього за «Лехію» (Гданськ) | Усього за «Лехію» (Гданськ) | 29        | -32       |                    | 0                  | 0                  |                      | -                    | -                    |               | -             | -             | 29     | -32    |
| 2017–18                     | «Торіно»                    | A                           | 1         | -1        | КІ                 | 3                  | -3                 | -                    | -                    | -                    | -             | -             | -             | 4      | -4     |
| 2018-січ. 2019              | СПАЛ                        | A                           | 2         | -4        | КІ                 | 1                  | -2                 | -                    | -                    | -                    | -             | -             | -             | 3      | -6     |
| січ.-черв. 2019             | «Асколі»                    | B                           | 8         | -16       | КІ                 | 0                  | 0                  | -                    | -                    | -                    | -             | -             | -             | 8      | -16    |
| 2019–20                     | «Стандард» (Льєж)           | Л1                          | 0         | 0         | КБ                 | 0                  | 0                  | ЛЄ                   | 3                    | -6                   | -             | -             | -             | 3      | -6     |
| 2020–21                     | «Торіно»                    | A                           | 0         | 0         | КІ                 | 1                  | -1                 | -                    | -                    | -                    | -             | -             | -             | 1      | -1     |
| Усього за «Торіно»          | Усього за «Торіно»          | Усього за «Торіно»          | 1         | -1        |                    | 4                  | -4                 |                      | -                    | -                    |               | -             | -             | 5      | -5     |
| Усього за кар'єру           | Усього за кар'єру           | Усього за кар'єру           | 57        | -73       |                    | 7                  | -8                 |                      | 3                    | -6                   |               | -             | -             | 67     | -87    |

## Титули і досягнення
- Чемпіон світу (U-20): 2015